# Marzoa (España)
Marzoa (llamada oficialmente San Martiño de Marzoa) es una parroquia española del municipio de Oroso, en la provincia de La Coruña, Galicia.

## Entidades de población
Entidades de población que forman parte de la parroquia:
- Grela (A Grela)
- Carballal (O Carballal)
- Recouso
- Castro (O Castro)
- Cubelo (O Covelo)
- Armada (A Armada)
- Cruz de Folgoso (A Cruz de Folgoso)
- Puente Marzoa (A Ponte de Marzoa o A Maquía)

## Demografía
| Gráfica de evolución demográfica de Marzoa entre 2000 y 2019 |
|                                                              |
| Datos según el nomenclátor publicado por el INE.             |